# Neptunvarvet

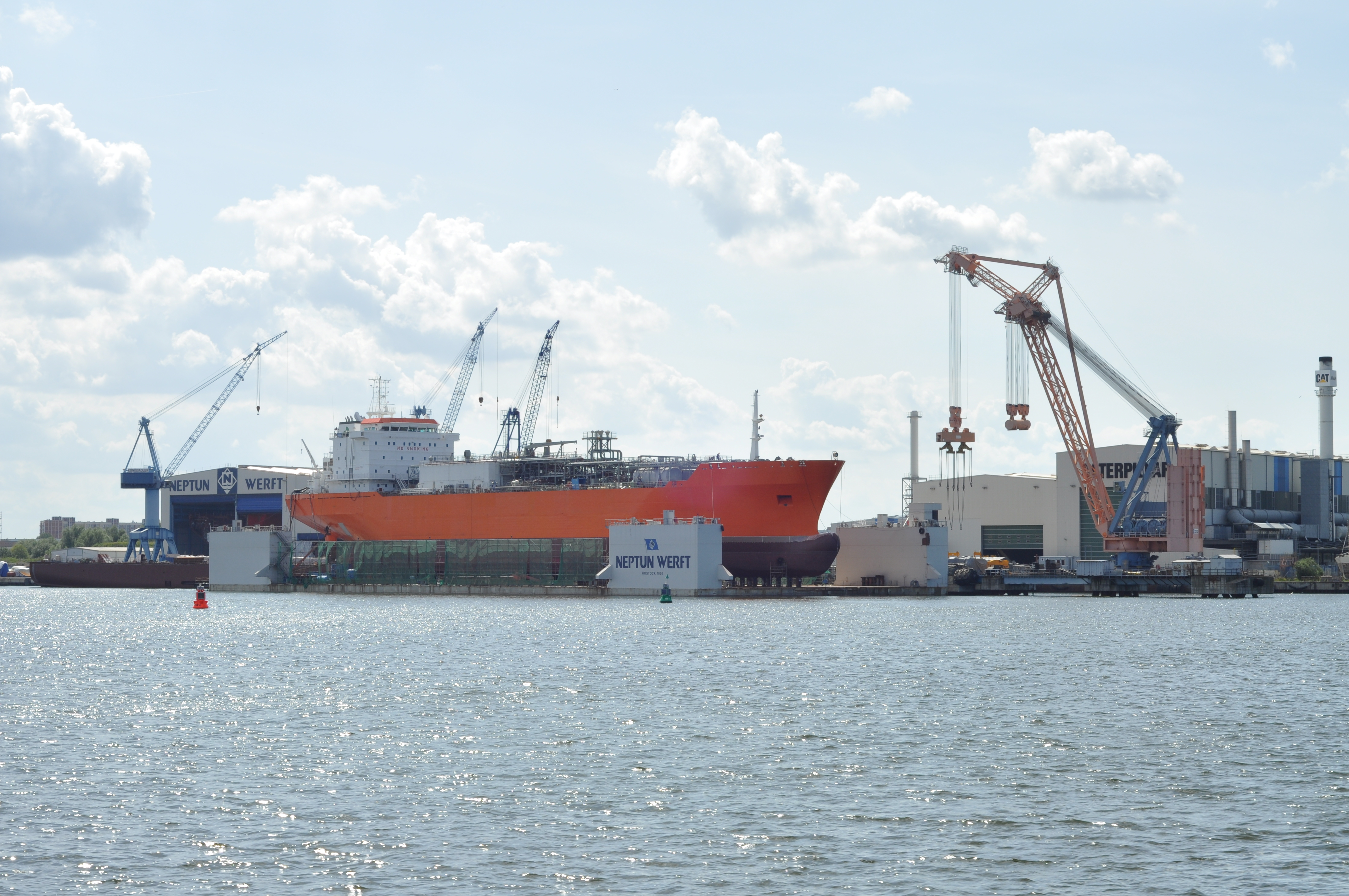
Neptunvarvet.

Logotyp från 1953-1990.

Neptunvarvet, eg. Neptun-Werft GmbH, är ett varv i Rostock, Tyskland.
Neptunvarvet har varit ett av Rostocks viktigaste företag. Varvet grundades 1850 som  Maschinenbauanstalt und Schiffswerft och fick namnet Neptun Schiffswerft und Maschinenfabrik AG 1890. Det nuvarande namnet har man sedan 2001. Mer än 1 500 nya fartyg har lämnat varvet. Därtill kommer fartyg som reparerats eller byggts om. 
Under andra världskriget tillhörde Neptunvarvet tillsammans med Heinkelverken i Rostock till Tysklands viktigaste rustningsindustrier vilket föranledde de allierades bombningar av staden. Neptunvarvet byggde ubåtar. Efter andra världskriget förstatligades Neptunvarvet av DDR och blev ett folkägt företag. 
Neptunvarvet ingår sedan 1997 i Meyer-Werft-gruppen. Man har idag 400 anställda.
De flesta nybyggda fartygen under de senaste åren var flodkryssningsfartyg. Under 2020-talet kommer Neptun Werft att bygga konverterplattformar.